# Wilhelm Friedrich Otto Bánkowski von Frugnoni

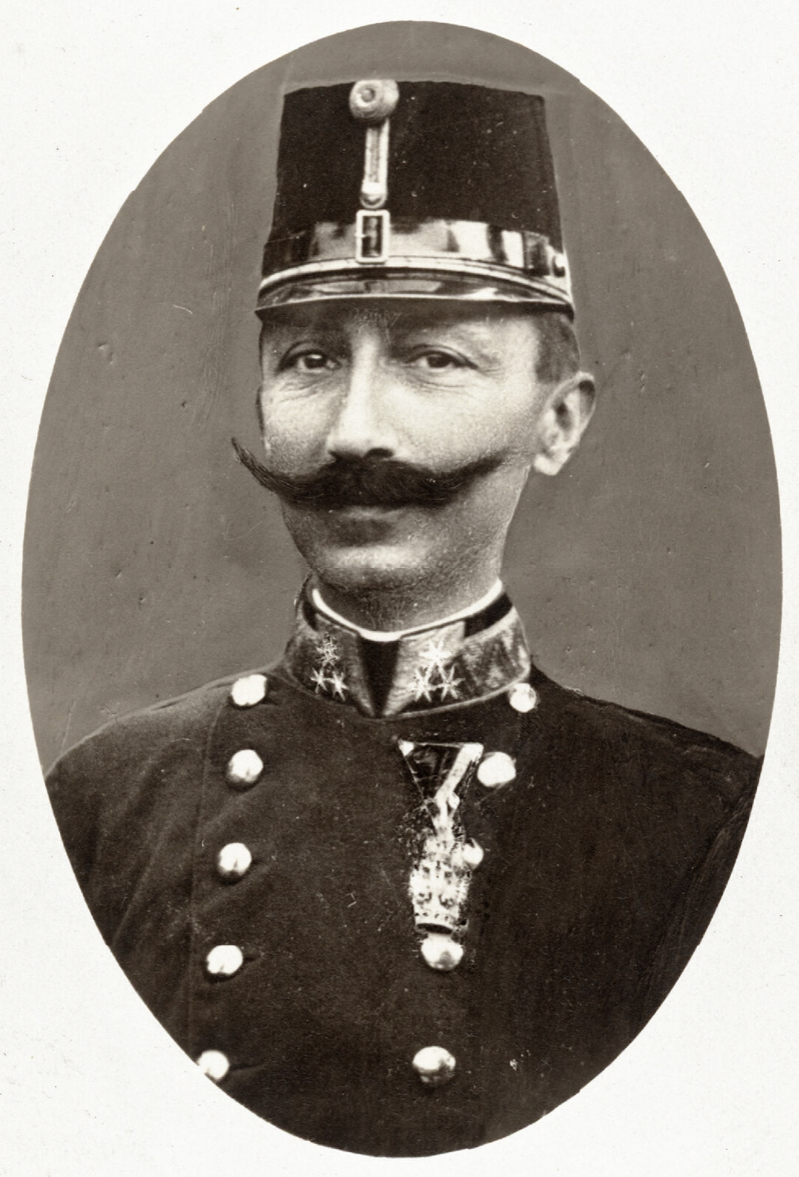
Wilhelm Bánkowski von Frugnoni (1915)

Wilhelm Friedrich Otto Bánkowski von Frugnoni (* 27. Mai 1867 in Kolomea in Galizien; † 24. März 1932 in Wien) war ein Feldmarschallleutnant der k.u.k. Armee.

## Laufbahn
1884 Abschluss an der Militär-Oberrealschule Mährisch-Weißkirchen; als Leutnant zum Feldjägerbataillon Kopal Nr. 10 in St. Pölten  ausgemustert; 1894 nach Absolvierung der Kriegsschule Hauptmann im Generalstabskorps, späterhin Generalstabschef der k.k. 21. Landwehr-Infanterie-Truppendivision des VIII. Armeekorps; 1907 Truppendienst im k.k. Landwehr-Infanterieregiment Nr. 6. Am 19. November 1910 zum Oberst im Generalstabskorps befördert und zum Kommandanten des k.k. Landwehrinformationskurses für Hauptleute und Rittmeister des Truppendienstes bestellt.

## Erster Weltkrieg
Während des Ersten Weltkrieges diente er zuerst als Generalmajor und Kommandant der 56. Gebirgsbrigade sowie Abschnittskommandant des Subrayons V in der Landesverteidigung Tirols. In diesem Bereich zeichnete er sich trotz mangelhafter Ausbildung der Soldaten, allgemeiner Versorgungsknappheit und der äußerst widrigen Bedingungen mit großer Geschicklichkeit aus. So gelangen ihm mehrfach Abwehrerfolge, unter anderem im Gebiet um den Monte Piano und den Monte Cristallo, die beide in der Folge von österreichischen Kräften eingenommen werden konnten. Während eines Frontbesuchs wurde er schwer verwundet und musste zeitweilig sein Kommando an Feldmarschallleutnant Ludwig Goiginger abgeben. Aufgrund seiner Fähigkeiten wurde er zum Feldmarschalleutnant befördert und diente unter Generaloberst Viktor Dankl bis zu dessen Ablösung nach der Südtiroloffensive 1916. Er beendete den Krieg als Vertreter des k.k. Landesverteidigungsministeriums im Kriegsmaterial-Verwertungsamt. Mit 1. Januar 1919 erfolgte seine Pensionierung.

## Österreichische Militärauszeichnungen (Stand 31. Dezember 1918)
- Militär-Jubiläumskreuz 1908
- Militär-Jubiläumsmedaille 1898
- Dienstzeichen für Offiziere III. Klasse
- Militärverdienstkreuz III. Klasse
- Orden der Eisernen Krone Ritter III. Klasse, Kriegsdekoration mit Schwertern
- Leopoldorden Ritterkreuz, Kriegsdekoration mit Schwertern
- Franz-Joseph-Orden Kommandeur mit Stern, Kriegsdekoration

## Sonstiges
Unter seinem Kommando diente auch der spätere Landeshauptmann Oberösterreichs, Heinrich Gleißner, als Fähnrich. Weiters war der bekannte Bergführer und Tiroler Standschütze Sepp Innerkofler als Kundschafter und Beobachter im Drei-Zinnen-Gebiet tätig.
Die Bücher „Die Kämpfe am Mt. Piano und im Cristallo-Gebiet“ und Col di Lana – Geschichte der Kämpfe um den Dolomitengipfel 1915-1917 von Generalmajor Viktor Schemfil bieten zahlreiche Informationen über Verlauf und Erfolg der Gebirgsschlachten im Subrayon V.

## Kinder
- Otto Bánkowski von Frugnoni (Chemiker)
- Olga Bánkowska von Frugnoni (Lehrerin)

| Personendaten    | Personendaten                                            |
| ---------------- | -------------------------------------------------------- |
| NAME             | Bánkowski von Frugnoni, Wilhelm Friedrich Otto           |
| KURZBESCHREIBUNG | österreichischer Offizier, zuletzt Feldmarschallleutnant |
| GEBURTSDATUM     | 27. Mai 1867                                             |
| GEBURTSORT       | Kolomea                                                  |
| STERBEDATUM      | 24. März 1932                                            |
| STERBEORT        | Wien                                                     |